# Манакін арарипський
Манакін арарипський (Antilophia bokermanni) — вид горобцеподібних птахів родини манакінових (Pipridae).

## Назва
Назва виду вшановує бразильського зоолога і режисера про дику природу Вернера Бокермана, який помер у 1995 році.

## Поширення
Ендемік Бразилії. Поширений лише на плато Чапада-ду-Араріпе у штаті Сеара на північному сході країни. Його ареал займає територію 50 км завдовжки та близько 1 км завширшки. Населяє середні та нижні яруси високорослих вторинних лісів.

## Опис
Відносно великий і довгохвостий манакін, загальною довжиною 14,5–15 см і середньою вагою 20 г. Самці мають переважно біле оперення, лише крила і хвіст чорні. Карміново-червона пляма поширюється від лобового гребеня, над маківкою і до середини спини. Райдужна оболонка червона. Самиці переважно блідо-оливково-зелені з зеленою верхньою частиною. Вони мають невеликий оливково-зелений лобовий пучок.

## Спосіб життя
Харчується переважно фруктами, також полює на комах. Самиця будує гніздо у вигляді кошика в розвилці дерев. Відкладає одне-два коричневих яйця і висиджує 17—19 днів. Пташенята залишають гніздо на 13—15 день після вилуплення.